# Unai Expósito
Unai Expósito Medina (* 23. Januar 1980 in Barakaldo) ist ein spanischer Fußballspieler.

## Karriere
Unai Expósito ging im Alter von elf Jahren in die Jugend von Athletic Bilbao. Nach vier Jahren verließ er den Verein jedoch wieder mangels Perspektive, um beim Provinzklub Danok Bat sein Glück zu versuchen. Über seine zweite Jugendstation fand er den Weg zu CD Baskonia – ein Team, das man als Ausbildungsmannschaft von Athletic Bilbao bezeichnen kann. Nach einer starken Debüt-Saison kehrte er schließlich nach vier Jahren zum baskischen Topclub aus Bilbao zurück – wenn auch zunächst in die zweite Mannschaft.
Zwar konnte Unai Expósito im Jahr 2000 bereits zwei Erstligaspiele für die Basken bestreiten, jedoch blieb er weiter in der zweiten Mannschaft. Im Jahr 2002 bekam er die Chance sich weiterzuentwickeln und so zog es ihn zu CD Numancia, wo er auf Anhieb Stammspieler wurde. Die nächsten beiden Jahre verbrachte er zumeist auf der Bank bei CA Osasuna, da die Konkurrenz einfach zu groß war. Dennoch kehrte er abermals zu Athletic Bilbao zurück, wo er in den folgenden drei Jahren regelmäßig zum Einsatz kam.
Dennoch zog es Expósito im Sommer 2008 zum spanischen Zweitligisten Hércules Alicante, ein Jahr später wechselte er zum Ligakonkurrenten FC Cartagena. Nach zwei Jahren und über 40 Einsätzen wurde er im Sommer 2011 vom Zweitligisten CD Numancia abgeworben, wo er in der Saison 2002/03 bereits aktiv war.